# King of Hearts (Roy Orbison)
King of Hearts è un album in studio del cantante statunitense Roy Orbison, pubblicato nel 1992 postumo.

## Tracce
- Side 1

1. You're the One – 2:59
2. Heartbreak Radio – 2:57
3. We'll Take the Night – 4:55
4. Crying (duet with k.d. lang) – 3:48
5. After The Love Has Gone – 4:38

- Side 2

1. Love in Time – 5:31
2. I Drove All Night – 3:46
3. Wild Hearts Run Out Of Time – 4:10
4. Coming Home – 4:00
5. Careless Heart (original demo) – 5:15